# Udoka Azubuike
Udoka Timothy Azubuike (Lagos, 17 de septiembre de 1999) es un baloncestista nigeriano que pertenece a la plantilla del KK Budućnost de la ABA Liga. Con 2,11 metros de estatura, juega en la posición de pívot.

## Trayectoria deportiva

### Universidad
Tras participar en su etapa de instituto en los prestigiosos McDonald's All-American Game, Jordan Brand Classic, y Nike Hoop Summit. jugó cuatro temporadas con los Jayhawks de la Universidad de Kansas, en las que promedió 12,3 puntos, 7,9 rebotes y 2,0 tapones por partido. En su última temporada fue elegido Jugador del Año de la Big-12 Conference, tras promediar 13,7 puntos, 10,5 rebotes y 2,6 tapones por encuentro. Fue además elegido Jugador Defensivo del Año de la NABC, e incluido en el segundo equipo consensuado All-American de 2020.
En 2018 y 2020 lideró la División I de la NCAA en tiros de campo, con unos porcentajes de 77,0 y 74,8% respectivamente.

#### Estadísticas
|  | Líder de la División I de la NCAA |

| Año     | Equipo | PJ | PT | MPP  | %TC  | %3P | %TL  | RPP  | APP | ROB | TPP | PPP  |
| ------- | ------ | -- | -- | ---- | ---- | --- | ---- | ---- | --- | --- | --- | ---- |
| 2016–17 | Kansas | 11 | 6  | 12.9 | .629 | –   | .379 | 4.1  | .2  | .2  | 1.6 | 5.0  |
| 2017–18 | Kansas | 36 | 34 | 23.6 | .770 | –   | .413 | 7.0  | .7  | .6  | 1.7 | 13.0 |
| 2018–19 | Kansas | 9  | 9  | 20.4 | .705 | –   | .344 | 6.8  | .6  | .4  | 1.6 | 13.4 |
| 2019–20 | Kansas | 31 | 30 | 27.7 | .748 | –   | .441 | 10.5 | .9  | .5  | 2.6 | 13.7 |
| Total   | Total  | 87 | 79 | 23.4 | .746 | –   | .416 | 7.9  | .7  | .5  | 2.0 | 12.3 |

### NBA
Fue elegido en la vigésimo séptima posición del Draft de la NBA de 2020 por los Utah Jazz.
Durante su segundo año en Utah, el 25 de marzo de 2022, se somete a una cirugía en el pie derecho, siendo descartado para lo que quedaba de temporada.
Jugó tres temporadas con los Jazz, en las que promedió 3,3 puntos y 3,0 rebotes por partido.
En julio de 2023 se une a la plantilla de los Boston Celtics para disputar la liga de verano de la NBA. En su primer partido consiguió 14 puntos sin fallo y 10 rebotes en apenas 17 minutos de juego. Pero luego firma un contrato dual con Phoenix Suns.
El 19 de agosto de 2024 fichó por el KK Budućnost de la ABA Liga.

## Estadísticas de su carrera en la NBA

### Temporada regular
| Año     | Equipo  | PJ | PT | MPP  | %TC  | %3P | %TL  | RPP | APP | ROB | TPP | PPP |
| ------- | ------- | -- | -- | ---- | ---- | --- | ---- | --- | --- | --- | --- | --- |
| 2020-21 | Utah    | 15 | 0  | 3.8  | .444 | –   | .800 | .9  | .0  | .1  | .3  | 1.1 |
| 2021-22 | Utah    | 17 | 6  | 11.5 | .755 | –   | .545 | 4.2 | .0  | .1  | .6  | 4.7 |
| 2022-23 | Utah    | 36 | 4  | 10.0 | .819 | –   | .350 | 3.3 | .3  | .2  | .4  | 3.5 |
| 2023-24 | Phoenix | 16 | 0  | 7.1  | .696 | –   | .231 | 2.0 | .2  | .1  | .4  | 2.2 |
| Total   | Total   | 84 | 10 | 8.6  | .758 | –   | .444 | 2.8 | .2  | .1  | .4  | 3.0 |

### Playoffs
| Año   | Equipo | PJ | PT | MPP | %TC | %3P | %TL | RPP | APP | ROB | TPP | PPP |
| ----- | ------ | -- | -- | --- | --- | --- | --- | --- | --- | --- | --- | --- |
| 2022  | Utah   | 1  | 0  | 1.0 | –   | –   | –   | 1.0 | .0  | .0  | .0  | .0  |
| Total | Total  | 1  | 0  | 1.0 | –   | –   | –   | 1.0 | .0  | .0  | .0  | .0  |